# 阜阳北站
阜阳北站位于安徽省阜阳市颍泉区周棚镇，是京九铁路的一座区段站，距北京西站849公里，距常平站1466公里，本站及相邻上下行区间均为电气化区段。阜阳北站是阜阳铁路枢纽中的编组站。目前车站等级为一等站，规模双向三级八场，承担京九、青阜、漯阜、阜淮、阜六5条铁路货运列车的编组作业，货运仅办理专用线、专用铁道整车货物发到。
阜阳北站建于1989年，1992年7月1日投入使用，当时规模为一级二场，主要承担商阜（现京九铁路一部分）、阜淮铁路货运列车的解编作业。1993年6月车站开始扩建，至1997年4月建成三级四场编组站，包括到达场、编组场、出发场、西到发场，有到发线、编解线41条:397。
2019年车站再次进行扩建工程，在原站场西侧新建三级四场的上行系统，于9月12日竣工。
上海铁路局与武汉铁路局在漯阜铁路上的局界位于该站西侧（颍泉站由武局管辖）。2013年6月29日，原阜阳车务段与阜阳北站整合，是为阜阳北直属站。

## 下辖车站
阜阳北站是上海铁路局的直属车站，管辖京九线王楼站至阜南站，阜淮线口孜集站至袁寨站、阜六线清凉寺站至六十里铺站、商杭客运专线芦庙至阜阳西站以及郑阜高速铁路界首南至阜阳西站。